# (5515) 1989 EL1
(5515) 1989 EL1 là một tiểu hành tinh vành đai chính. Nó được phát hiện bởi Eleanor F. Helin ở Đài thiên văn Palomar ở Quận San Diego, California, ngày 5 tháng 3 năm 1989.